# Albert Nikolajewitsch Schirjajew
Albert Nikolajewitsch Schirjajew (russisch Альберт Николаевич Ширяев, englische Transkription Albert Nikolayevich Shiryaev; * 12. Oktober 1934 in Schtscholkowo) ist ein russischer Mathematiker, der sich mit Wahrscheinlichkeitstheorie, Statistik und Finanzmathematik beschäftigt.

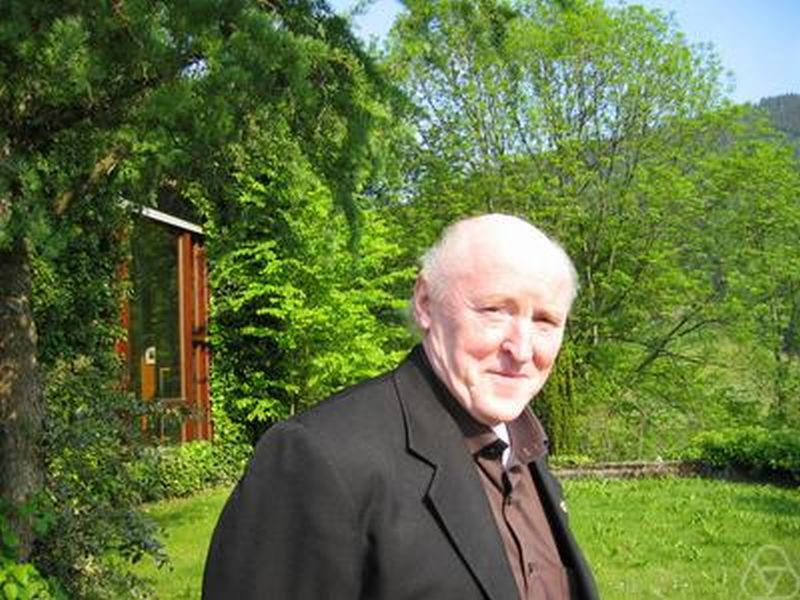
Albert N. Schirjajew in Oberwolfach 2004

Schirjajew ist ein Schüler von Andrei Kolmogorow an der Lomonossow-Universität, wo er 1957 seinen Abschluss machte, 1961 promovierte (Kandidatentitel, Titel der Arbeit Optimale Methoden für die Probleme der schnellstmöglichen Detektion) und sich 1967 habilitierte (russischer Doktorgrad, mit der Arbeit Studien zur statistischen Sequenzanalyse). Seit 1970 ist er Professor an der Lomonossow-Universität (wo er seit 1996 den Lehrstuhl für Wahrscheinlichkeitstheorie innehat) und außerdem seit 1957 am Steklow-Institut, wo er das Labor für Statistik stochastischer Prozesse leitet. Seit 2007 ist er außerdem Professor an der University of Manchester.
1974 erhielt er den Markow-Preis. 1978 hielt er einen Plenarvortrag auf dem Internationalen Mathematikerkongress in Helsinki (Absolute Continuity and Singularity of Probability Measures in Functional Spaces) und 1970 war er Invited Speaker auf dem ICM in Nizza (Sur les equations stochastiques aux derivées partielles). 1994 erhielt er den Kolmogorow-Preis der Russischen Akademie der Wissenschaften. 1996 erhielt er den Humboldt-Forschungspreis.
Er ist seit 1997 korrespondierendes Mitglied der Russischen Akademie der Wissenschaften. Außerdem ist er Mitglied der Academia Europaea (1990)  und der New York Academy of Sciences. 1989 bis 1991 war er Präsident der Bernoulli Gesellschaft. 1994 bis 1998 war er Präsident der russischen Gesellschaft der Versicherungsmathematiker. 1998/99 war er der erste Präsident und Mitbegründer der Bachelier Gesellschaft. Seit 1985 ist er Ehrenmitglied der Royal Statistical Society. Seit 2000 ist er Ehrendoktor der Albert-Ludwigs-Universität Freiburg und seit 2002 der Universität von Amsterdam. 2017 erhielt er die Tschebyschow-Goldmedaille der Russischen Akademie der Wissenschaften.
Zu seinen Doktoranden gehören der EMS-Preisträger Dmitri Kramkow und Alexander Novikov sowie Evgeny Burnaev, Professor an dem Skolkovo Institute of Science and Technology in Moskau.

## Schriften
- The Essentials of Stochastic Finance. World Scientific 1998.
- Statistical sequential analysis: optimal stopping rules. American Mathematical Society 1976 (russisch 1969), Neuauflage als Optimal Stopping Rules bei Springer 1978, 2008.
- mit Robert Liptser: Statistics of random processes. 2 Bände, Springer, 1977/1978, 1981.
- mit R. Liptser: Theory of Martingales. Kluwer 1986.
- mit Jean Jacod: Limit Theorems for Stochastic Processes. Springer, 1994.
- mit P.Greenwood: Contiguity and Statistical Invariance Principle. Gordon and Breach, 1985.
- mit V. Spokoiny: Statistical Experiments and Decision. World Scientific 2000.
- mit A. V. Bulinsky: Theory of Stochastic Processes. A course of lectures. Moskau 2003 (russisch).
- Wahrscheinlichkeit (= Hochschulbücher für Mathematik. Band 91). Deutscher Verlag der Wissenschaften, Berlin 1988, ISBN 3-326-00195-9 (englisch: Probability, Springer 1984, 1996; russisch 1980, 2004).
- From Disorder to nonlinear filtering and martingale theory. In: Bolibruch, Osipov, Sinai (Hrsg.): Mathematical Events of the Twentieth Century. Springer 2006, S. 371.